# 大根島第二熔岩隧道

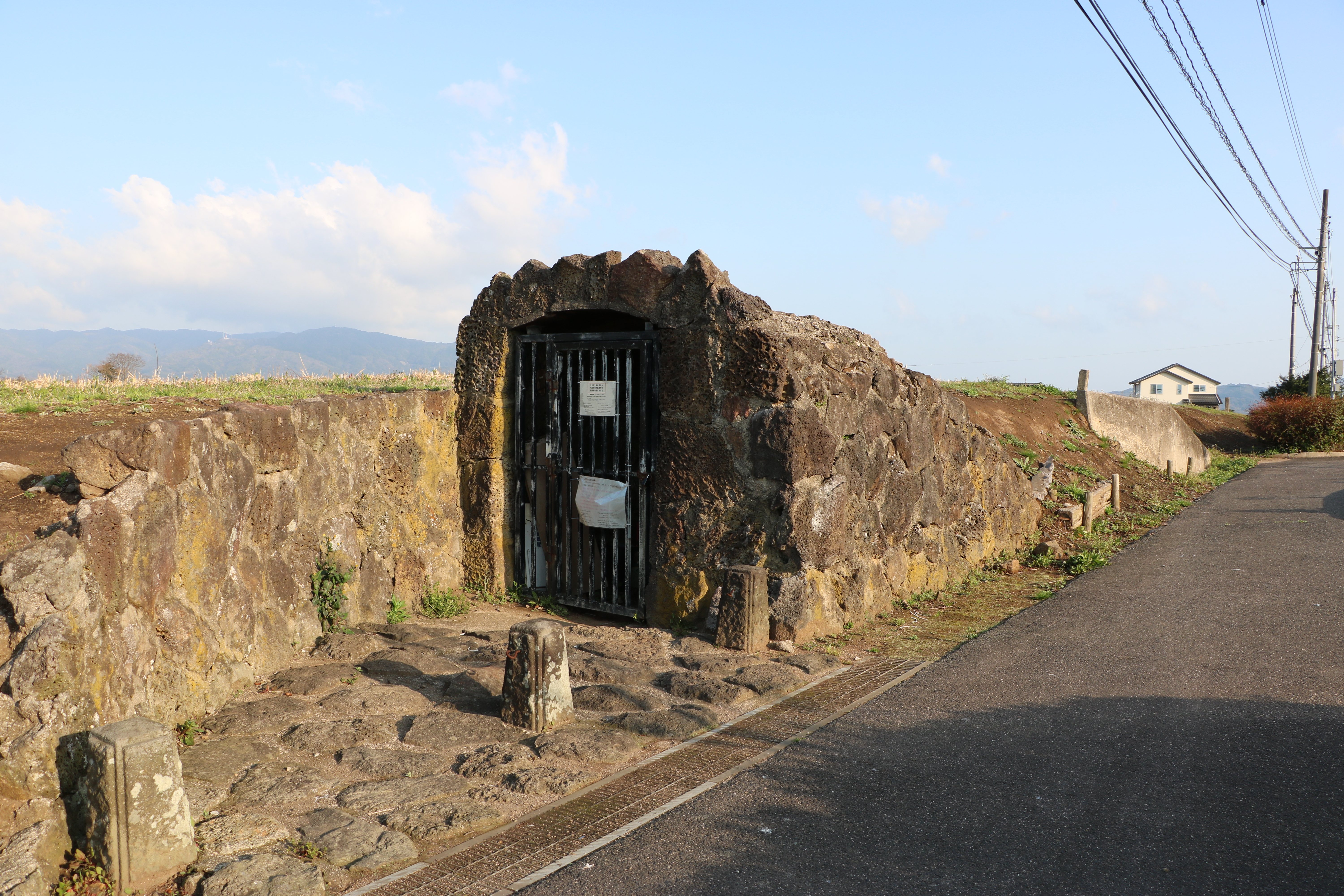
大根島第二熔岩隧道入口。2021年3月26日撮影。

大根島第二熔岩隧道（だいこんじまだいにようがんずいどう）は、島根県松江市八束町（旧八束郡八束町）寺津にある国の天然記念物に指定された溶岩洞である。1933年（昭和8年）の道路改良工事の際に偶然発見されたもので、地元では竜渓洞（りゅうけいどう）と呼ばれており、発見から2年後の1935年（昭和10年）6月7日に国の天然記念物に指定された。
国の天然記念物に指定された溶岩洞穴 は日本国内に全13件あり、そのうちの大半を占める11件が富士山山麓の山梨・静岡の2県に集中しており、残りの2件が島根県の大根島にある大根島第二熔岩隧道と大根島の熔岩隧道である。
同じ大根島にありながら第一熔岩隧道（大根島の熔岩隧道）とは異なる洞窟形態であり、第一熔岩隧道が溶岩流の停滞によるガス溜まりによってつくられた空洞であるのに対し、第二熔岩隧道は溶岩流の表層が固まった後の内部流動によって形成されている。2004年（平成16年）に行われた綿密な調査研究の結果、洞窟内溶岩流出孔、言い換えれば洞窟内火口を持つ、きわめて貴重で日本国内において他に例のない希少な形態であることが判明した。
同じ大根島にある国の特別天然記念物の大根島の熔岩隧道は立入りが禁止されているが、本記事で解説する大根島第二熔岩隧道は常時施錠されているものの、事前の申込みにより見学可能である。

## 解説

### 発見の経緯

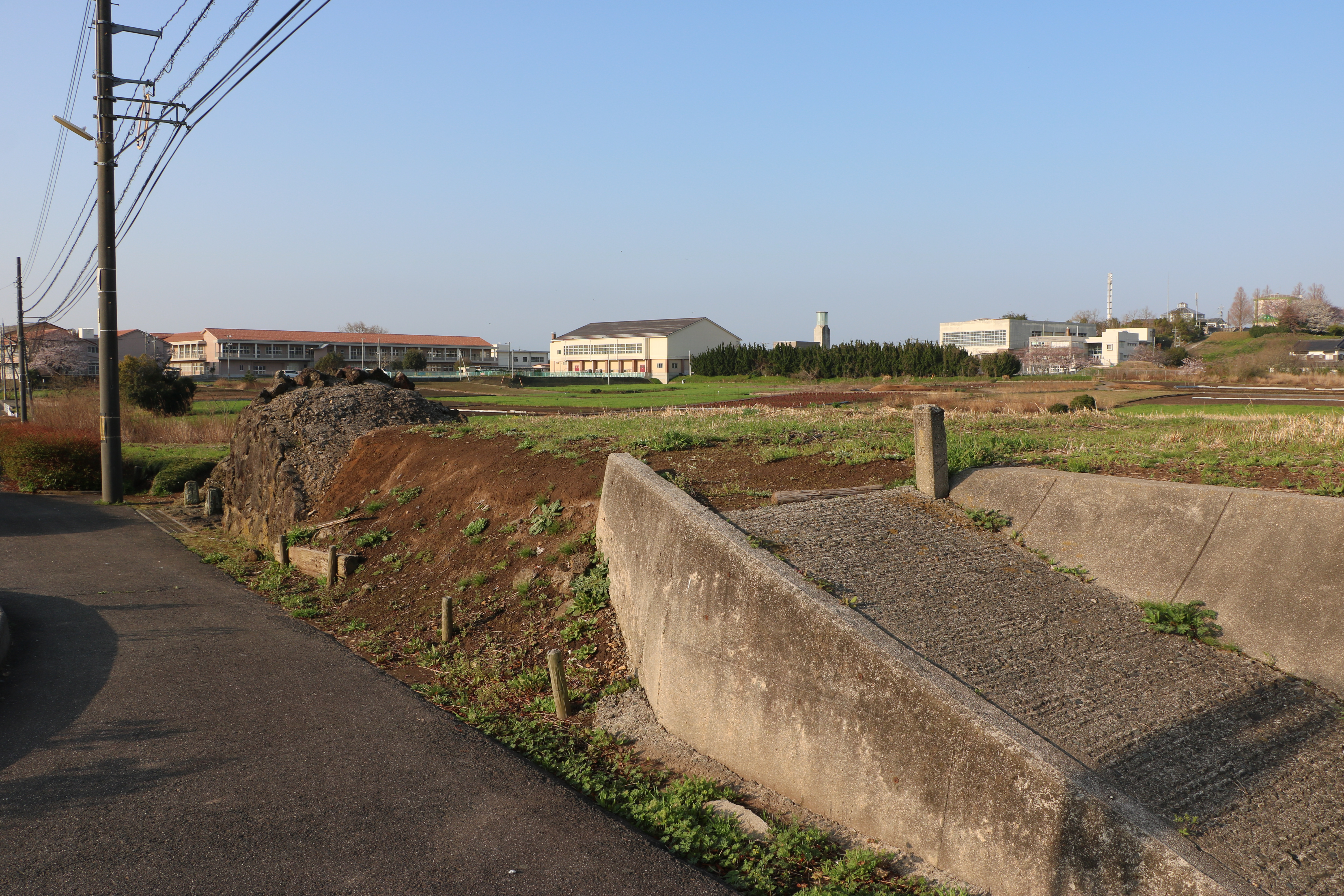
洞口を北側から撮影。正面に見える建造物は松江市立義務教育学校八束学園。画像右端の少し高い場所がスコリア丘の大塚山。2021年3月26日撮影。

大根島第二熔岩隧道は大根島のほぼ中央の起伏の穏やかな畑地が広がる、島の中央を南北に縦貫する2車線道路沿いの西側に位置している。
この溶岩洞窟は1933年（昭和8年）の春、大根島南部の波入（はにゅう）地区から同島北部の寺津（てらづ）地区の南北間を結ぶ道路の改修工事の際、地中にあった洞窟内の天井部が開口したため、偶然発見されたものであるが、それ以前にも付近の路上を車両等が通過すると、地中から反響するような不気味な音が聞こえ、住民は不審を抱いていたという記録が残されている。翌年の1934年（昭和9年）8月4日に東京帝国大学の地質学者である脇水鉄五郎による現地調査が行われ、1935年（昭和10年）6月7日に国の天然記念物に指定された。
洞窟発見当時は天井の開口部からロープや梯子などを利用して洞窟内へ入っていたが、1960年代後半（昭和40年代前半）頃に今日みられるような、開口部の周囲を石積みで囲み、洞内へ下る階段と鉄格子の扉を設けた出入り口が作られた。

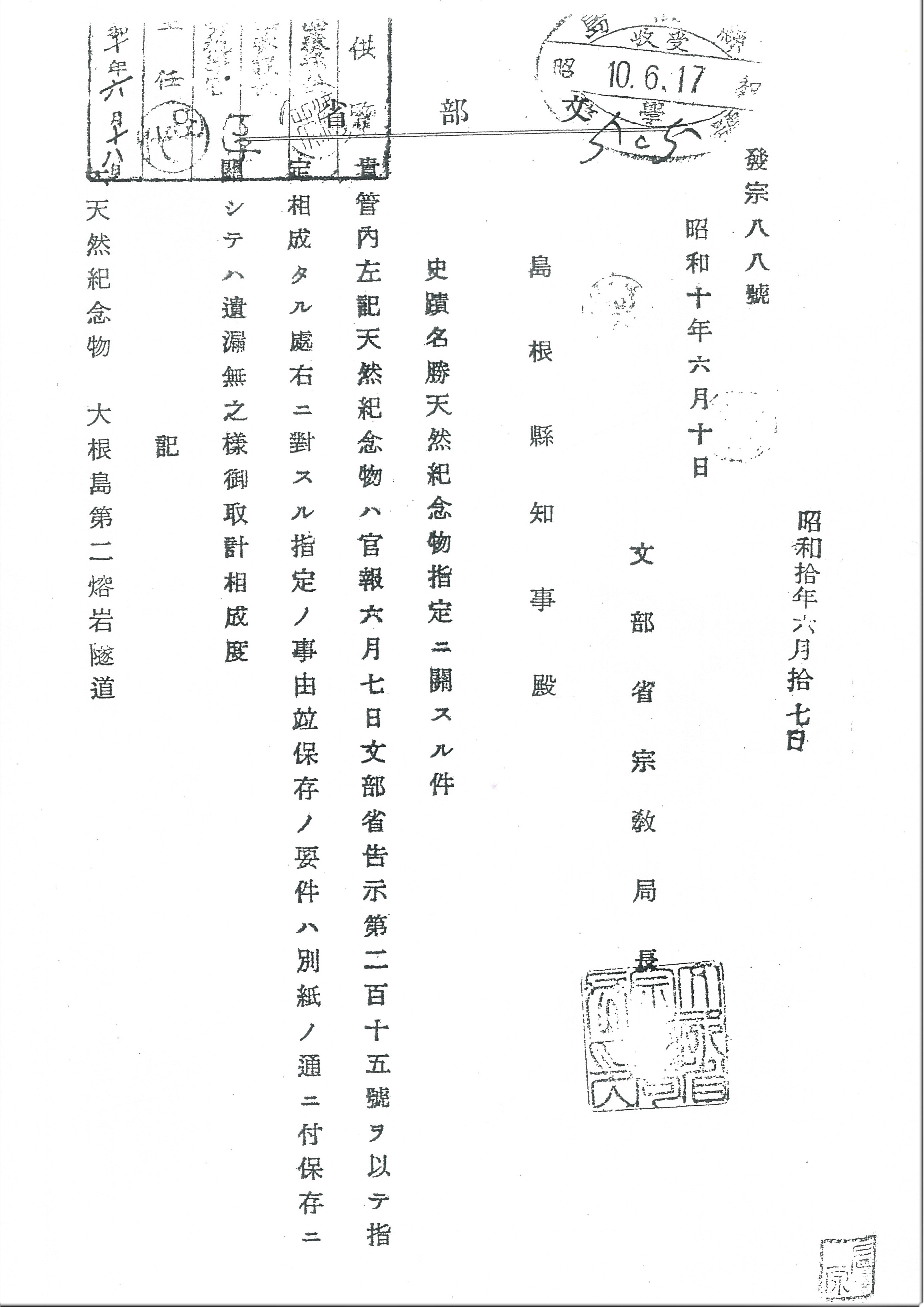
文部省による大根島第二熔岩隧道天然記念物指定告示。
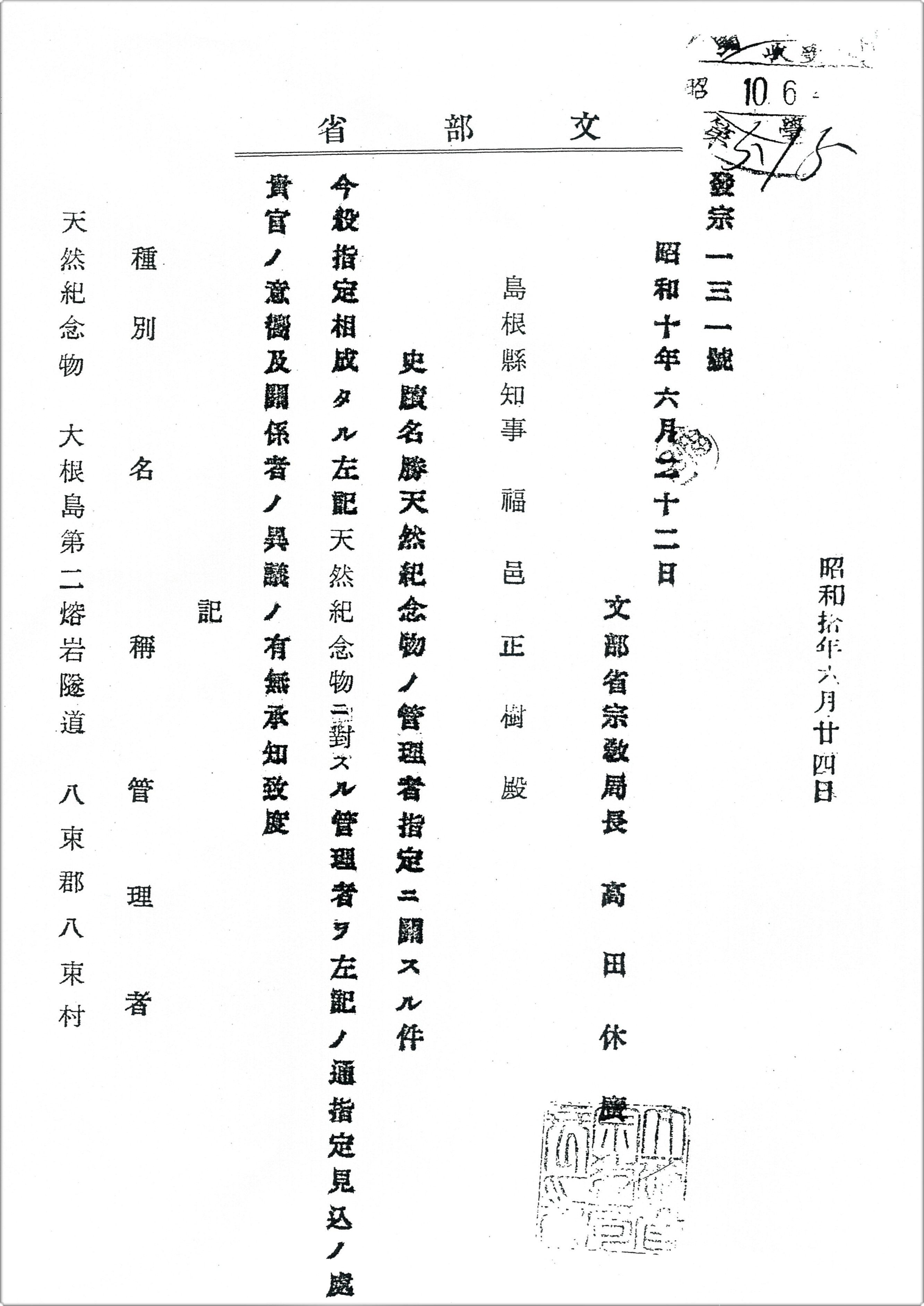
文部省による大根島第二熔岩隧道天然記念物指定告示。

### 洞内火口の存在

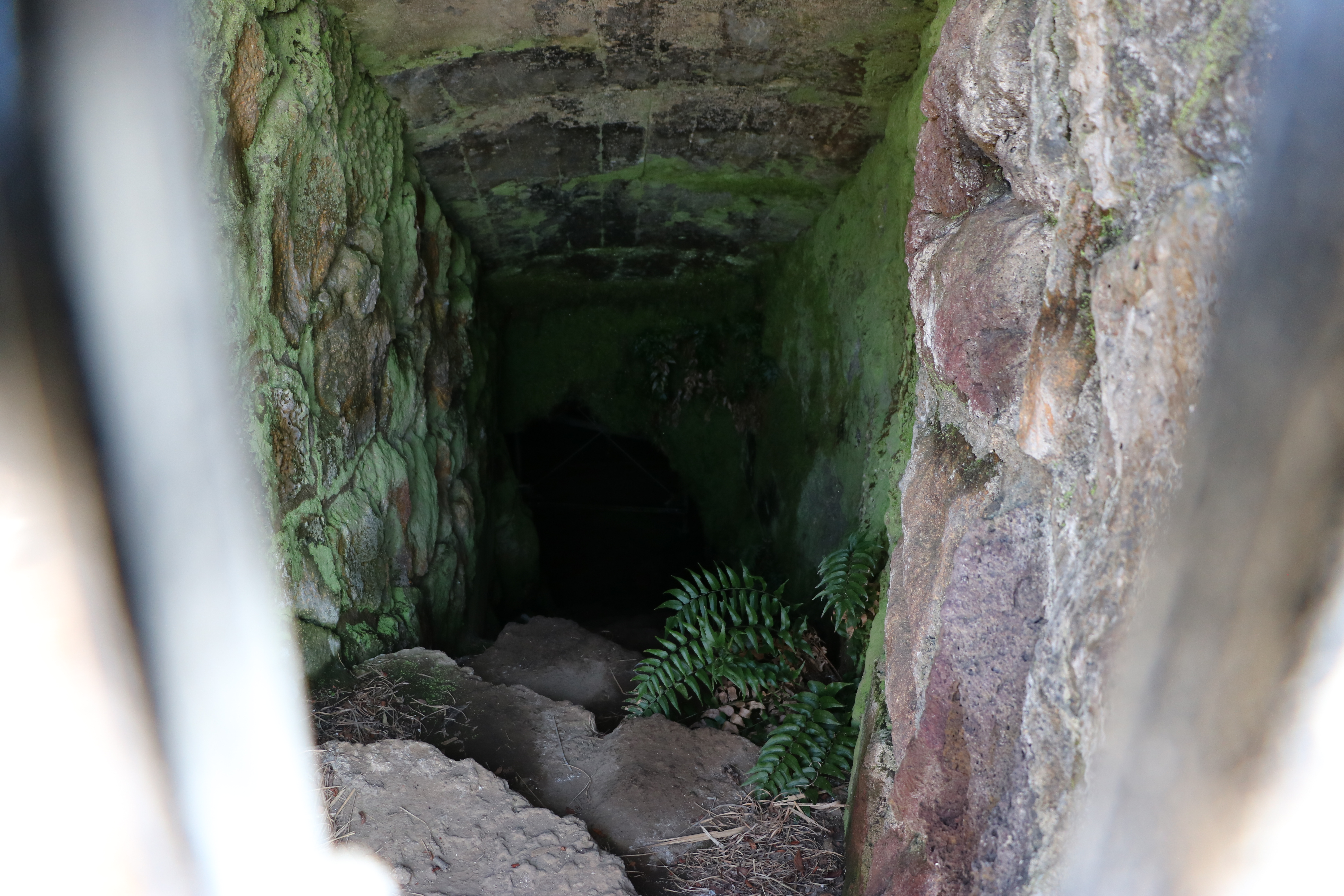
洞内へ降りる階段。2021年3月26日撮影。

大根島のある旧八束町の教育委員会は2003年（平成15年）、島内にある国の天然記念物に指定されている2つの溶岩洞窟についての調査を、富士山火山洞窟研究会（現、火山洞窟学会）へ依頼委託した。
富士山火山洞窟研究会による調査は同年8月29、30日の両日、特別天然記念物に指定されている大根島の熔岩隧道から開始されたが、その際に第二熔岩隧道について簡易的な予備調査が行われた。
この第二熔岩隧道のある場所（地表面）は、周囲より僅かではあるが小高い丘の頂部にあるため、すぐ南西方向に見える大根島の最高標高点の大塚山（標高42.2メートル）を形成した火山活動とは異なる火山活動によって出来たと考えられた。簡易調査では第二隧道の所在する地点の小規模な地表の盛り上がりが、溶岩の流出によるものなのか、地下のガス空洞によって持ち上げられたものなのかは断定できなかった。ただし第一熔岩隧道と第二熔岩隧道を構成する溶岩は、同じ玄武岩の溶岩であっても、全く同一の玄武岩ではないことが分かっており、大根島では多数の溶岩が流出している。
翌2004年（平成16年）7月16日に富士山火山洞窟研究会はNPO法人火山洞窟学会に名称が変更され、同年8月10日から12日、同18日の4日間にかけ、大根島第二熔岩隧道の詳細な調査と簡易測量 が行われた。
大根島第二熔岩隧道は直線状の本洞（A洞と称する）と、A洞から分かれた円形の支洞（B洞と称する）があり、基点に基づいて算出された総延長は115.5メートルである。
人工的に取り付けられた出入口の階段を下ると、本洞（A洞）が左右に延びており、右方向へは10メートルほど進んで一段下がった円形の溶岩溜まりで終わる。この円形溶岩溜まりは「神溜り（かんだまり）」と呼ばれる場所で、この溶岩洞形成の起因となる溶岩流出孔であって、極めて珍しい洞窟内の噴火口であることが判明した。詳細に観察すると、溶岩が噴出していたころ、この場所は天井がない小規模な噴火口であったが、噴出活動の終息に近づくと溶岩の噴出量が不規則となり、噴出口の周囲の壁に次々に液状溶岩が上塗りされるように重なっていき、やがてフタをするような形で天井部を形成したため、外部へ流出しなくなった溶岩が、ガス溜まりの空洞内部に流れていき。今日みられる本洞を形成したものと考えられた。
大根島第二熔岩隧道に見られる天井の存在する火口と直結した火山洞窟は、火山洞窟が多数存在する富士山周辺を含め、日本国内では本洞以外では確認されていない。

### ガス移動の痕跡と洞内生物相

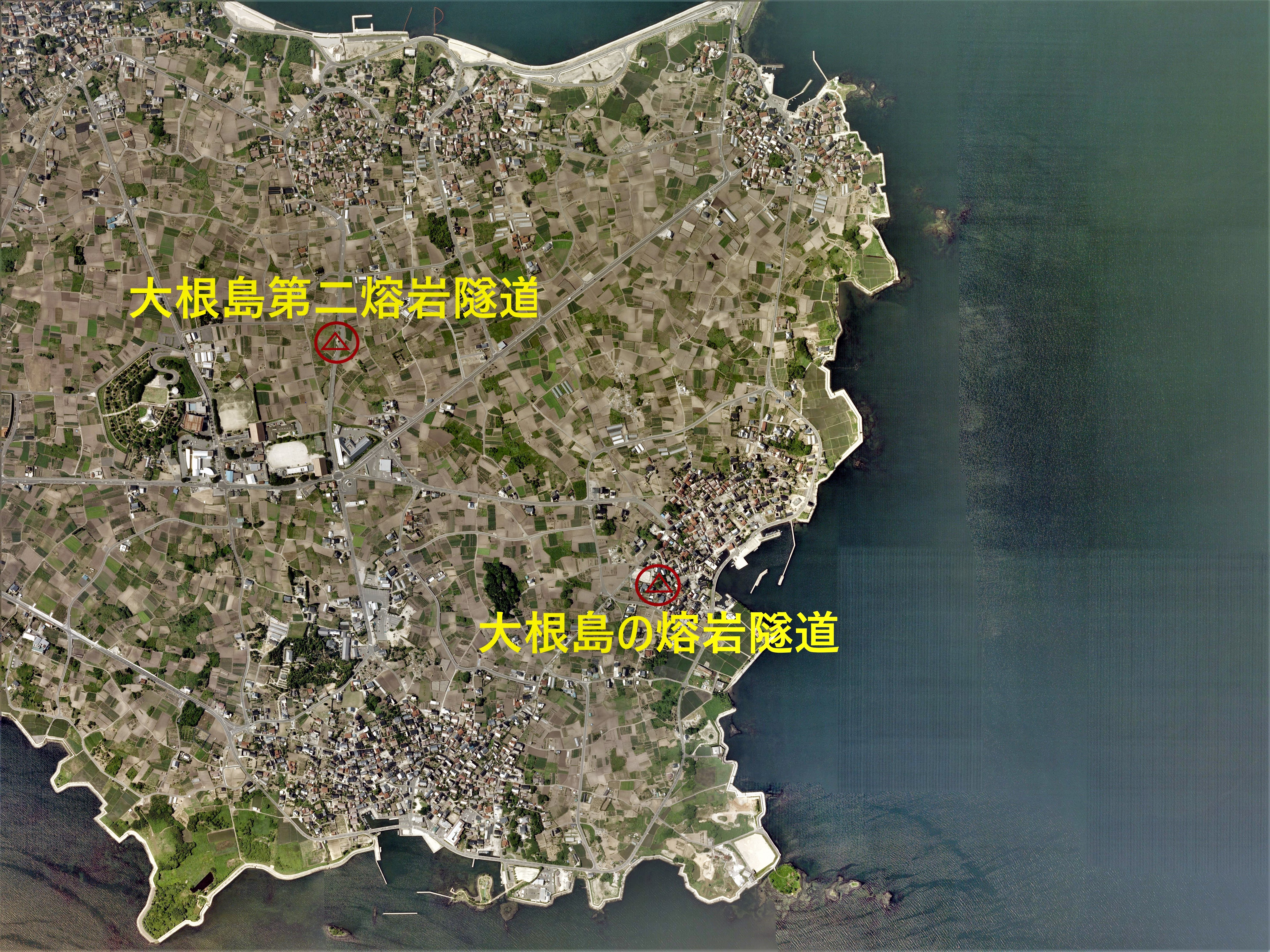
大根島の熔岩隧道と第二熔岩隧道の位置を記した空中写真。
大根島の熔岩隧道（第一熔岩隧道）は大根島南東の遅江港近くにあり、第二熔岩隧道は島の内陸中央部にある。
（2009年6月26日撮影の8枚を合成作成。）

出入口の階段を下り左右に延びるA洞は、高さ約2メートル、幅は3メートル以上はあって、右側（東側）の神溜り（洞内火口）から左方向（西側）へ溶岩の流れた痕跡が鮮明に残されている。階段下部突き当り付近のA洞の壁面には「御饌（みけ）の棚」と呼ばれる棚状の形状があり、その棚と洞窟底面との間の壁面は、洞窟形成活動中で最も低い粘度の溶岩が壁面に沿って固結したもので、美しい曲線が残されている。
A洞のその先は危険防止のために、今日は一般の立ち入りが禁止されているが、御饌の棚より30メートルほど進むと、右側の壁に円形トンネル（支洞）があって、その奥に「天台」「産屋」と呼ばれる、かつてはガス溜まりであった洞窟空間（B洞）が形成されている。A洞からB洞に通じる支洞である円形トンネルは、洞窟形成時に発生した火山性ガスの通り道になった移動路で、詳細な検証の結果、B洞（天台・産屋ガス溜まり）空洞に溜まった高圧ガスが、圧力によって円形トンネルをつくりA洞へ突き抜け、火山洞窟学用語でパラレルライン と呼ばれる溶岩鍾乳がガス圧によって押しやられ、平行線状の痕を残すガス移動の証拠となる痕跡がA洞の天井部で確認された。このパラレルラインはA洞の上流部にあたる、神溜り（洞内噴火口）方向に向かって天井部に溝状のラインとして残されている。
また、同時に行われた生物相調査により洞内で14種以上の生物群が確認されており、そのうち真洞窟生物の可能性のあるものとして、放線菌の一種（洞内全域）、ダニ目の一種（A洞奥部）、キョウトメクラヨコエビ（A洞奥部）、コムカデの一種（洞口部・A洞奥部・産屋）、トビムシ目の一種（神溜り・産屋）の5種が確認された。また、チビゴミムシ亜科の一種で本洞固有種であるイワタメクラチビゴミムシの7匹目が採集された
本洞周辺の大根島中央部付近には小規模な高台、盛り上がりが観察されるが、第二熔岩隧道のある小規模な高台の成因は、神溜り火口の形態観察により、噴火の終息時に噴出していた溶岩の盛り上がりであることが判明した。また、隣接する松江市立義務教育学校八束学園の敷地内には、ガス溜り空洞の小規模な陥没が存在しており、大根島の地中には多数の空洞、洞窟が生成されているものと考えられている。
大根島第二熔岩隧道は常時施錠されており無断で立ち入ることは出来ないが、事前に松江市観光協会八束町支部へ見学の希望を申し込むことにより、島根県自然観察指導員同行のうえ洞内の一部を見学することができる。

## 交通アクセス
所在地
- 島根県松江市八束町寺津。

交通
- JR山陰本線松江駅より松江市交通局（市営バス） 第4路線八束線バス乗車、八束町・由志園入口バス停下車、徒歩約10分[19]。